# Кюкен, Фридрих Вильгельм
Фридрих Вильгельм Кюккен (нем. Friedrich-Wilhelm Kücken; 16 ноября 1810, Блеккеде — 3 апреля 1882, Шверин) — немецкий композитор.
В детстве учился играть на фортепиано. После переезда в Шверин он учился у Фридриха Люрса, Пола Арона и Джорджа Ретберга. Он продолжил свое обучение в 1832 году у Иосифа Бирнбаха в Берлине, также учился в Вене и Париже. 
В 1831 году изданы в Берлине «Lieder» Кюккена, которые приобрели большую популярность благодаря грациозным легко запоминаемым мелодиям.
Им написаны оперы: «Die Flucht nach der Schweiz» (дана в Берлине в 1839) и «Der Prätendent» (в Штутгарте, в 1847). Писал и для инструментов, и для пения. Большая часть его сочинений издана в Гамбурге.